# Abderrahman Bouftas
Abderrahman Bouftas (en arabe: عبد الرحمن بوفتاس), né en 1944 à Izerbi, Tafraout au Maroc, est un entrepreneur et homme politique marocain chleuh, ancien ministre de l'Habitat, de l'Urbanisme et de la Politique de la ville, il est actuellement le président du Royal Golf Dar Essalam et de Fédération royale marocaine de golf. Il était également conseiller du roi Hassan II.

## Biographie
Abderrahman Bouftas fait partie des grandes personnalités chleuhes issues de la ville de Tafraout, il est né au village d'Izerbi appartenant à la tribu d'Amanouz où il dispose d'un grand palais. Abderrahman appartient également à la grande famille Bouftas qui compte plusieurs personnalités connues.
Il a fait ses études primaires à l'Ecole Abdelkrim Lahlou de Casablanca et ses études secondaires au lycée Moulay El Hassan. Il est diplômé de l'Institut Commercial du Maroc. 

### Parcours professionnel
Bouftas a débuté comme président et directeur général de nombreuses entreprises spécialisées dans le textile, le cuir et les produits chimiques. Abderrahman a été secrétaire général de la Banque marocaine pour l’Afrique et l’Orient (BMAO) et président adjoint d’ABN AMRO. 
Il gère avec ses frères, la société Promagri, une société marocaine de distribution d’intrants agricoles. produits de nutrition des plantes, produits de protection des cultures et semences certifiées. L’entreprise familiale créé depuis 1950 devient l’une des plus importantes firmes de distribution d’intrants agricoles au Maroc. La société, dont il est président directeur général, représenta plusieurs partenaires de renommée internationale.
Après un succès dans le monde des affaires, il se dirige en 1985 vers le domaine de la politique et devient un des ministres étant resté la plus grande durée au poste de ministre de l'Habitat dans deux gouvernements entre (1985-1993). Il bénéficiait d'une grande relation avec le roi Hassan II mais après un malentendu avec Driss Basri[réf. nécessaire], Abderrahman quitte le ministère.
Bouftas se montrait très intéressé par l'action associative.
À la suite des conditions politiques et sociales vécues aux années 1980, le roi Hassan II a créé des associations nationales et régionales. C’est dans ce contexte a été créée l'association Iligh pour le développement et la coopération le 6 septembre 1986 par son président Abderrahman Bouftas et plusieurs hommes d'affaires du Souss à la suite d'une demande du roi Hassan II de créer une holding régionale pour le développement durable et sociale des régions pauvres. L'association a été reconnue d’utilité publique par décret paru au bulletin officiel no 394. Abderrahman Bouftas fonde également avec les hommes d'affaires Abdellah Azmani et Mohamed Aït Mzal une société nommé Touizi (dérivé de Touiza, forme traditionnelle de solidarité).
Il est aussi fondateur et membre du comité honoraire de la Fondation Hassan II pour la Prévention et la Lutte contre les Maladies du Système Nerveux fondé en 1989.
Il était également responsable de nombreuses associations et organismes, dont le Conseil d'Administration de l'Association Marocaine des Exportateurs, l'Association Marocaine des Industries du Textile, l'Association de Lutte Contre le Cancer, la Fondation II pour la prévention et la lutte contre les maladies nerveuses et maladies systémiques et la ligue nationale de lutte contre les maladies cardiovasculaires. Il est président du Comité financière de l’Association des Oulémas de Souss.

### Carrière sportive
Amateur en golf, il entre dans la direction de l'administration sportive et il a été élu président délégué de la Fédération royale marocaine de golf et membre organisateur du Trophée Hassan II, il exerce la fonction de président du Royal Golf Dar Essalam depuis une vingtaine d'années,

### Carrière politique
Le 11 avril 1985, Abderrahman Bouftas était nommé officiellement ministre marocain chargé de l'Habitat et l'Urbanisme sous la présidence du chef du gouvernement Azzeddine Laraki. Puis en 1992, il est renommé par le roi Hassan II pour la deuxième fois dans le même poste mais cette fois avec Mohammed Karim Lamrani comme chef de gouvernement.